# Titularbistum Mesarfelta
Mesarfelta ist ein Titularbistum der römisch-katholischen Kirche.
Die in Nordafrika gelegene Stadt war ein alter römischer Bischofssitz, der im 7. Jahrhundert mit der islamischen Expansion unterging. Er lag in der römischen Provinz Numidien.
| Titularbischöfe von Mesarfelta |                           |                                                  |                   |                   |
| Nr.                            | Name                      | Amt                                              | von               | bis               |
| 1                              | William Edward McManus    | Weihbischof in Chicago (USA)                     | 11. Juni 1967     | 24. August 1976   |
| 2                              | Louis-Albert Vachon       | Weihbischof in Québec (Kanada)                   | 4. April 1977     | 20. März 1981     |
| 3                              | Basile Tapsoba            | Weihbischof in Koudougou (Burkina Faso)          | 19. Dezember 1981 | 2. Juli 1984      |
| 4                              | Pierre Morissette         | Weihbischof in Québec (Kanada)                   | 27. Februar 1987  | 17. März 1990     |
| 5                              | Michael Angelo Saltarelli | Weihbischof in Newark (USA)                      | 2. Juni 1990      | 21. November 1995 |
| 6                              | Antonio Menegazzo MCCJ    | Apostolischer Administrator von El Obeid (Sudan) | 15. Dezember 1995 | 20. März 2019     |
| 7                              | Grzegorz Suchodolski      | Weihbischof in Siedlce (Polen)                   | 16. April 2020    |                   |